# Rafael Ueta
Rafael Zancaner Ueta (Catanduva, Sao Paulo, Brasil, 19 de marzo de 1983) es un exfutbolista brasileño.

## Clubes
| Club              | País    | Año       |
| ----------------- | ------- | --------- |
| Ponte Preta       | Brasil  | 2003-2005 |
| Barcelona         | Ecuador | 2006      |
| Remo              | Brasil  | 2006      |
| CRAC              | Brasil  | 2007      |
| Ponte Preta       | Brasil  | 2007-2008 |
| Figueirense       | Brasil  | 2009      |
| Monte Azul        | Brasil  | 2010      |
| Cabofriense       | Brasil  | 2011      |
| Atlético Sorocaba | Brasil  | 2012      |
| Caxias            | Brasil  | 2012      |